# Вербовая Балка (Донецкая область)
Вербовая Балка (укр. Вербова Балка) — село на Украине, административно подчинено Моспинскому горсовету Пролетарского района города Донецка. Находится под контролем самопровозглашённой Донецкой Народной Республики.

## География

### Соседние населённые пункты по странам света
С: город Моспино, Бирюки
СЗ: Горбачёво-Михайловка, Менчугово, Придорожное, Калинина
З: Кирово
ЮЗ: Новый Свет, Александровка
Ю: Светлое
ЮВ: Чумаки
В: Андреевка, Михайловка, Новодворское
СВ: Агрономичное, Грабское

## Общая информация
Площадь — 0,63 км кв. Почтовый индекс — 83498. Телефонный код — +380-622.

## Население
| Год  | Количество жителей |
| ---- | ------------------ |
| 1989 | 145                |
| 2001 | 138                |
| 2011 | 86                 |
| 2013 | 100                |

## Адрес местного совета
83492, Донецкая область, Донецкий горсовет, г. Моспино, ул. Кооперативная, 22, тел. 221-71-12